# Chérif Fetoui
Chérif Fetoui (Marruecos, 1 de febrero de 1945) es un exfutbolista de Marruecos que jugaba en la posición de defensa.

## Carrera

### Club
| Periodo   | Club                    |
| --------- | ----------------------- |
| 1969-1975 | MAS Fez                 |
| 1975-1980 | Difaâ Hassani El Jadidi |
| 1980-1982 | Al-Ain FC               |

### Selección nacional
Debutó con Marruecos el 20 de mayo de 1973 en el empate 1-1 ante Costa de Marfil en Abiyán por la clasificación de CAF para la Copa Mundial de Fútbol de 1974 y su primer gol internacional lo anotó el 3 de junio de 1973 en la victoria por 4-1 sobre el mismo rival en Tétouan por la misma competición. Su último partido internacional fue el 24 de junio de 1969 en la victoria por 7-0 sobre Togo por la clasificación para la Copa Africana de Naciones de 1980, registrando 53 partidos internacionales y anotando cuatro goles.
Participó en los Juegos Mediterráneos de 1975 y en dos ediciones de la Copa Africana de Naciones, donde fue campeón y seleccionado dentro del equipo ideal del torneo en 1976.

## Logros

### Club
- UAE Pro League (1): 1980/81

### Selección nacional
- Copa Africana de Naciones (1): 1976

### Individual
- Equipo Ideal de la Copa Africana de Naciones 1976.[2]